# 1559
| [ Edytuj tabelę ]              | |
| Król Polski                    | - 1530 Zygmunt II August 1572 |
| Współksiążęta Andory           | - 1556 Juan Pérez García de Oliván 1560 - 1555 Joanna d’Albret 1572 - 1555 Antoni Burbon 1562                                                                      |
| Król Anglii                    | - 1558 Elżbieta I 1603 |
| Elektor Brandenburgii          | - 1535 Joachim II Hektor 1571 |
| Książę Bawarii                 | - 1550 Albrecht V 1579 |
| Sułtan Brunei                  | - 1521 Abdul Kahar 1575 |
| Cesarz Chin                    | - 1521 Jiajing 1566 |
| Król Czech                     | - 1526 Ferdynand I Habsburg 1564 |
| Król Danii                     | - 1534 Chrystian III 1559 - 1559 Fryderyk II 1588 |
| Dalajlama                      | - 1543 Sonam Gjaco 1588 |
| Cesarz Etiopii                 | - 1540 Klaudiusz 1559 - 1559 Minas 1563 |
| Król Francji                   | - 1547 Henryk II 1559 - 1559 Franciszek II 1560 |
| Król Hiszpanii                 | - 1556 Filip II 1598 |
| Hrabia Holandii                | - 1555 Filip II Habsburg 1572 |
| Stadhouder Holandii            | - 1559 Wilhelm Orański 1567 |
| Szach Iranu                    | - 1524 Tahmasp I 1576 |
| Państwo Wielkich Mogołów       | - 1556 Akbar 1605 |
| Władca Inków                   | - 1558 Titu Cusi Yupanqui 1571 |
| Król Irlandii                  | - 1558 Elżbieta I Tudor 1570 |
| Cesarz Japonii                 | - 1557 Ōgimachi 1586 |
| Kalif                          | - 1520 Sulejman I 1566 |
| Władca Korei                   | - 1545 Myŏngjong 1567 |
| Wielki książę litewski         | - 1530 Zygmunt August 1569 |
| Sułtan Maroka                  | - 1557 Abdullah al-Ghalib 1574 |
| Senior Monako                  | - 1532 Honoriusz I 1581 |
| Król Nawarry                   | - 1555 Joanna d’Albret 1572 |
| Król Norwegii                  | - 1534 Chrystian III 1559 - 1559 Fryderyk II 1588 |
| Sułtan Omanu                   | - 1529 Bakarat ibn Muhammad 1560 |
| Elektor Palatynatu             | - 1556 Otto Henryk 1559 - 1559 Fryderyk III 1576 |
| Papież                         | - 1555 Paweł IV 1559 - 1559 Pius IV 1565 |
| Książę Parmy i Piacenzy        | - 1556 Oktawiusz Farnese 1586 |
| Król Portugalii                | - 1557 Sebastian 1578 |
| Książę w Prusach               | - 1525 Albrecht 1568 |
| Car Rosji                      | - 1547 Iwan IV Groźny 1584 |
| Cesarz Rzymski (niemiecki)     | - 1558 Ferdynand I Habsburg 1564 |
| Kapitanowie Regenci San Marino | - 1558 Innocenzo Brancuti Rinaldo di Giovanni Baldi 1559 - 1559 Bartolo Belluzzi Pier Paolo Corbelli 1559 - 1559 Gio. Antonio Leonardelli Sinibaldo Sinibaldi 1560 |
| Elektor Saksonii               | - 1553 August Wettyn 1586 |
| Król Szkocji                   | - 1542 Maria Stuart 1567 |
| Król Szwecji                   | - 1521 Gustaw I Waza 1560 |
| Król Tajlandii                 | - 1548 Phra Maha Chakkraphat 1568 |
| Sułtan Turków                  | - 1520 Sulejman Wspaniały 1566 |
| Doża Wenecji                   | - 1556 Lorenzo Priuli 1559 - 1559 Giorolamo Priuli 1567 |
| Król Węgier                    | - 1526 Ferdynand I 1564 - 1540 Jan II Zygmunt Zápolya 1571 |

Rok 1559 / MDLIX
stulecia: XV wiek ~
XVI wiek ~
XVII wiek

lata: 1549 «
1554 «
1555 «
1556 «
1557 «
1558 «
1559
» 1560
» 1561
» 1562
» 1563
» 1564
» 1569

## Wydarzenia w Polsce
- 8 lutego – w Piotrkowie zakończył obrady sejm[1].
- Czerwiec – król Zygmunt II August na zawsze opuścił Kraków. Za jego panowania rezydencjonalny charakter Krakowa zaczął wyraźnie zanikać.
- 31 sierpnia – Zygmunt II August zawarł w Wilnie pakt z Gothardem Kettlerem, na mocy którego inflancka gałąź zakonu krzyżackiego oddaje się pod opiekę króla.
- W Lublinie ukazało się pierwsze polskie wydanie Talmudu.

## Wydarzenia na świecie
- 15 stycznia – Elżbieta I została koronowana na królową Anglii.
- 29 stycznia – Wojna angielsko-francuska: miała miejsce bitwa pod Le Conquet.
- 2 kwietnia – Francja, Hiszpania i Anglia podpisały pokój w Cateau-Cambrésis, kończący wojny włoskie.
- 3 kwietnia – w Cateau-Cambrésis zawarto pokój hiszpańsko-francuski i osobny pokój francusko-angielski. Zakończyło to wojnę o hegemonię w Europie między Walezjuszami a Habsburgami.
- 12 maja – papież Paweł IV wydał bullę Super Universas, regulującą strukturę administracyjną Kościoła katolickiego w okręgu burgundzkim Rzeszy Niemieckiej, na terenie którego leżą dzisiaj: Holandia, Belgia i Luksemburg.
- 30 czerwca – król francuski Henryk II został podczas turnieju rycerskiego trafiony ułamaną lancą przeciwnika w oko, w wyniku czego zmarł 10 lipca.
- 10 lipca – Franciszek II został królem Francji.
- 25 grudnia – Pius IV został papieżem.
- Wprowadzenie w Kościele katolickim Indeksu ksiąg zakazanych.

## Urodzili się
- luty – Johan von Tilly, generał w służbie bawarskiej, a następnie habsburskiej (zm. 1632)
- 12 maja – Stanisław Pius Radziwiłł, syn Mikołaja Radziwiłła Czarnego, ordynat ołycki (zm. 1599)
- 2 lipca – Ludwig Iselin, bazylejski uczony (zm. 1612)
- 22 lipca – Wawrzyniec z Brindisi, włoski kapucyn, teolog, dyplomata, Doktor Kościoła, święty katolicki (zm. 1619)
- 5 sierpnia – Wawrzyniec Gembicki, arcybiskup gnieźnieński i prymas Polski (zm. 1624)
- 5 sierpnia – Mikołaj z Mościsk, polski teolog-moralista i pisarz ascetyczny (zm. 1632)
- 11 września – Bartłomiej Schachmann, burmistrz Gdańska (zm. 1614)
- 13 listopada – Albrecht VII Habsburg, arcyksiążę austriacki, wicekról Portugalii, namiestnik hiszpańskich Niderlandów (zm. 1621)

- Sansa Hon'inbō, japoński gracz go z okresu Edo (zm. 1623)
- Jan Jones, walijski franciszkanin, męczennik, święty katolicki (zm. 1598)
- Andrzej Leszczyński, syn Rafała Leszczyńskiego, wojewoda brzeskokujawski (zm. 1606)
- Nurhaczy, twórca państwa mandżurskiego, przodek władców Chin z dynastii Qing (zm. 1626)

## Zmarli
- 1 stycznia – Chrystian III, król Danii i Norwegii (ur. 1503)
- 25 stycznia – Chrystian II, król Danii, Norwegii i Szwecji (ur. 1481)
- 12 lutego – Otto Henryk Wittelsbach, książę Palatynatu-Neuburg, elektor Palatynatu reńskiego (ur. 1502)
- 10 lipca – Henryk II, król Francji (ur. 1519)
- 18 sierpnia – Paweł IV, papież kościoła katolickiego (ur. 1476)
- 15 września – Izabela Jagiellonka, królowa węgierska.Córka Zygmunta I Starego i Bony Sforzy (ur. 1519)
- 3 października – Herkules II d’Este, książę Ferrary i Modeny (ur. 1508)
- 6 października – Wilhelm I von Nassau-Dillenburg, hrabia Nassau (ur. 1487)
- Mikołaj Dzierzgowski – prymas Polski (ur. 1490)